# William MacGuckin de Slane
William McGuckin (también Mac Guckin y MacGuckin), conocido como el Barón de Slane (Belfast, Irlanda, 12 de agosto de 1801 - París, Francia, 4 de agosto de 1878) fue un orientalista irlandés del siglo XIX, estudiante de Antoine Isaac Silvestre de Sacy (septiembre de 1758 - febrero de 1838), un maestro también de Jean François Champollion, que recibió la nacionalidad francesa el 31 de diciembre de 1838, siendo nombrado Intérprete Principal de árabe del Ejército francés desde el 1 de septiembre de 1846 hasta su retiro el 28 de marzo de 1872. Nació en el Condado de Antrim. Es conocido por sus traducciones extensas de la literatura árabe.
Mientras que residió en Francia logró los siguientes títulos y condecoraciones:
- Caballero de la Legión de Honor, 24 de septiembre de 1846.
- Officier de la Legion d'honneur, 26 de diciembre de 1852.
- Oficial de la instrucción pública.
- Oficial de la Orden de los Santos Mauricio y Lázaro, otorgado por el rey de Cerdeña.
- Diputado electo, 1862, del Institut de France.
- Miembro fundador de la Association Historique Algérienne.

## Obras
- Traducción del Diccionario biográfico de Ibn Khallikan, cuatro volúmenes, de 1843.
- Traducción de Ibn Jaldún, Prolegomena, tres volúmenes, 1863.
- Traducción de El Bekri, 1065, un volumen.
- Traducción de Ibn Jaldún, Histoire des Berbères, Algiers 1852-1856, 4 volúmenes:(vol. 1, vol. 2, vol. 3vol. 4).